# اچ‌ام‌اس بیگل (اچ۳۰)
اچ‌ام‌اس بیگل (اچ۳۰) (به انگلیسی: HMS Beagle (H30)) یک کشتی بود که طول آن ۳۲۳ فوت (۹۸٫۵ متر) بود. این کشتی در سال ۱۹۳۰ ساخته شد.